# Strombiformis auricinctus
Strombiformis auricinctus är en snäckart som beskrevs av Abbott 1958. Strombiformis auricinctus ingår i släktet Strombiformis och familjen Eulimidae. Inga underarter finns listade i Catalogue of Life.